# Dissoconium dekkeri
Dissoconium dekkeri är en svampart som beskrevs av de Hoog & Hijwegen 1991. Dissoconium dekkeri ingår i släktet Dissoconium och familjen Mycosphaerellaceae.   Inga underarter finns listade i Catalogue of Life.